# Hegyhátsál
Hegyhátsál (Duits: Schaal) is een plaats (község) en gemeente in het Hongaarse comitaat Vas. Hegyhátsál telt 171 inwoners (2001).